# Baxterley
Baxterley es una parroquia civil y un pueblo del distrito de North Warwickshire, en el condado de Warwickshire (Inglaterra).

## Geografía
Según la Oficina Nacional de Estadística británica, Baxterley tiene una superficie de 3,65 km².

## Demografía
Según el censo de 2001, Baxterley tenía 335 habitantes (49,85% varones, 50,15% mujeres) y una densidad de población de 91,78 hab/km². El 17,91% eran menores de 16 años, el 74,03% tenían entre 16 y 74, y el 8,06% eran mayores de 74. La media de edad era de 42,81 años. Del total de habitantes con 16 o más años, el 24,73% estaban solteros, el 56,73% casados, y el 18,55% divorciados o viudos.
El 96,44% de los habitantes eran originarios del Reino Unido. El resto de países europeos englobaban al 1,78% de la población, mientras que el 1,78% había nacido en cualquier otro lugar. Según su grupo étnico, el 97,02% eran blancos, el 0,89% mestizos y el 2,08% asiáticos. El cristianismo era profesado por el 74,33%, mientras que el 10,75% no eran religiosos y el 14,93% no marcaron ninguna opción en el censo.
Había 138 hogares con residentes y ninguno vacío.